# Katoliška teološka fakulteta v Zagrebu
Katoliška teološka fakulteta (izvirno hrvaško Katolički bogoslovni fakultet u Zagrebu), s sedežem v Zagrebu, je fakulteta, ki je članica Univerze v Zagrebu.